# Eccleston (Lancashire)
Eccleston – wieś w Anglii, w hrabstwie Lancashire. Leży 39 km na północny zachód od miasta Manchester i 296 km na północny zachód od Londynu. W 2001 miejscowość liczyła 4353 mieszkańców.